# Песчанка (Новгородская область)
Песча́нка — деревня в Окуловском муниципальном районе Новгородской области, относится к Боровёнковскому сельскому поселению.
Деревня расположена на Валдайской возвышенности, в 30 км к северо-западу от Окуловки (72 км по автомобильной дороге), до административного центра сельского поселения — посёлка Боровёнка 18 км (32 км по автомобильной дороге).
| 2010 |
| ---- |
| 2    |

## История
В Новгородской губернии деревня была приписана к Каёвской волости Крестецкого уезда, а с 30 марта 1918 года Маловишерского уезда. До 2005 года деревня относилась к Висленеостровскому сельсовету.

## Транспорт
Ближайшая железнодорожная станция расположена в посёлке Торбино. Через деревню проходит автомобильная дорога из посёлка Торбино через Висленев Остров в Любытино.